# Going My Way
Going My Way is een Amerikaanse muziekfilm uit 1944 onder regie van Leo McCarey.

## Verhaal
De jonge pastoor O'Malley wordt aangesteld in een parochie in een arme wijk van New York. De oude pastoor Fitzgibbon moet niets hebben van O'Malley en zijn moderne ideeën. Ze kunnen het over niets eens worden. Langzaamaan bewijst O'Malley dat zijn aanpak vruchten afwerpt en hij weet zelfs een zangkoor te vormen met de plaatselijke jeugd.

## Rolverdeling
| Acteur                   | Personage          |
| ------------------------ | ------------------ |
| Bing Crosby              | Chuck O'Malley     |
| Barry Fitzgerald         | Pastoor Fitzgibbon |
| Frank McHugh             | Timothy O'Dowd     |
| James Brown              | Ted Haines jr.     |
| Gene Lockhart            | Ted Haines sr.     |
| Jean Heather             | Carol James        |
| Porter Hall              | Mijnheer Belknap   |
| Fortunio Bonanova        | Tomaso Bozanni     |
| Eily Malyon              | Mevrouw Carmody    |
| Robert Mitchell Boychoir | Koor               |
| Rise Stevens             | Genevieve Linden   |

## Prijzen en nominaties
| Jaar | Prijs  | Categorie                 | Genomineerde(n)               | Uitslag     |
| ---- | ------ | ------------------------- | ----------------------------- | ----------- |
| 1945 | Oscars | Beste film                | Paramount Pictures            | Gewonnen    |
| 1945 | Oscars | Beste regie               | Leo McCarey                   | Gewonnen    |
| 1945 | Oscars | Beste mannelijke hoofdrol | Bing Crosby                   | Gewonnen    |
| 1945 | Oscars | Beste mannelijke hoofdrol | Barry Fitzgerald              | Genomineerd |
| 1945 | Oscars | Beste mannelijke bijrol   | Barry Fitzgerald              | Gewonnen    |
| 1945 | Oscars | Beste bewerkte scenario   | Frank Butler Frank Cavett     | Gewonnen    |
| 1945 | Oscars | Beste verhaal             | Leo McCarey                   | Gewonnen    |
| 1945 | Oscars | Beste originele nummer    | Jimmy Van Heusen Johnny Burke | Gewonnen    |
| 1945 | Oscars | Beste camerawerk          | Lionel Lindon                 | Genomineerd |
| 1945 | Oscars | Beste montage             | LeRoy Stone                   | Genomineerd |